# 南沙区 (三沙市)
南沙区是海南省三沙市的市辖区，管辖南沙群岛的岛礁及其海域，南沙区人民政府驻永暑礁。

## 沿革
2020年4月18日，中华人民共和国民政部公告称国务院批准海南省三沙市设立西沙区、南沙区。

## 交通
南沙区拥有三个中型机场，分別為美济礁机场、永暑礁机场、渚碧礁机场。南沙區有三个海港码头，是中华人民共和国海空军实力最强的市辖区。